# Chiến dịch Minsk
Chiến dịch Minsk, một phần của Chuỗi chiến dịch giải phóng Byelorussia vào mùa hè năm 1944, mang mật danh "Bagration", là hoạt động tấn công, hợp vây của quân đội Liên Xô nhằm vào Tập đoàn quân 4 và các đơn vị quân đội Đức Quốc xã đóng ở khu vực Minsk (Belarus) và các vùng phụ cận, diễn ra từ ngày 29 tháng 6 đến ngày 4 tháng 7 năm 1944 trong Chiến tranh Xô-Đức thuộc Thế chiến thứ hai. Tại cuộc tấn công này, quân đội Liên Xô đã huy động lực lượng của các Phương diện quân Byelorussia 1, 2 và 3 cùng ba tập đoàn quân không quân của ba phương diện quân nói trên. Chỉ sau 6 ngày tấn công với tốc độ cao, quân đội Liên Xô đã bao vây và tiêu diệt chủ lực của Cụm tập đoàn quân Trung tâm (Đức) ở phía đông thành phố Minsk. Kết thúc chiến dịch, thành phố Minsk được giải phóng. Toàn bộ 100.000 quân Đức bị bao vây trong "cái chảo" phía đông Minsk đã bị tiêu diệt. Chiến dịch Minsk đánh dấu sự kết thúc giai đoạn 2 của Chiến dịch Bagration, giai đoạn vận động thọc sâu vào trung tâm. Ngày 4 tháng 9, ba phương diện quân Byelorussia của quân đội Liên Xô tiến ra tuyến hồ Naroch, Molodechno, Krasnoye (???), Dzherzinsk (Dzyarzhynsk), Stoyabtsy (Stoubcy), Gorodeya (Haradzieja), Gantsevichi (Hantsavichy), chuẩn bị cho giai đoạn tiếp theo, giai đoạn tổng tấn công phát huy chiến quả.
Đối với quân đội Đức quốc xã, sự sụp đổ của Tập đoàn quân Trung tâm tại mặt trận Byelorussia là một tổn thất rất nặng nề của Đế chế thứ ba. Trong suốt mùa hè năm 1944, quân đội Đức Quốc xã trên hướng trung tâm mặt trận Xô - Đức không thể ổn định được các tuyến phòng ngự và phải rút chạy ở khắp nơi. Các tập đoàn quân 4, 9 và xe tăng 3 hùng mạnh một thời nay chỉ còn là các cụm tác chiến có quân số và trang bị không lớn hơn cấp quân đoàn, phải bố trí phòng thủ trên địa đoạn mặt trận dài hơn 500 km từ Daugavpins đến Pinsk để đối phó với bốn phương diện quân Liên Xô trong giai đoạn tiếp theo.

## Bối cảnh

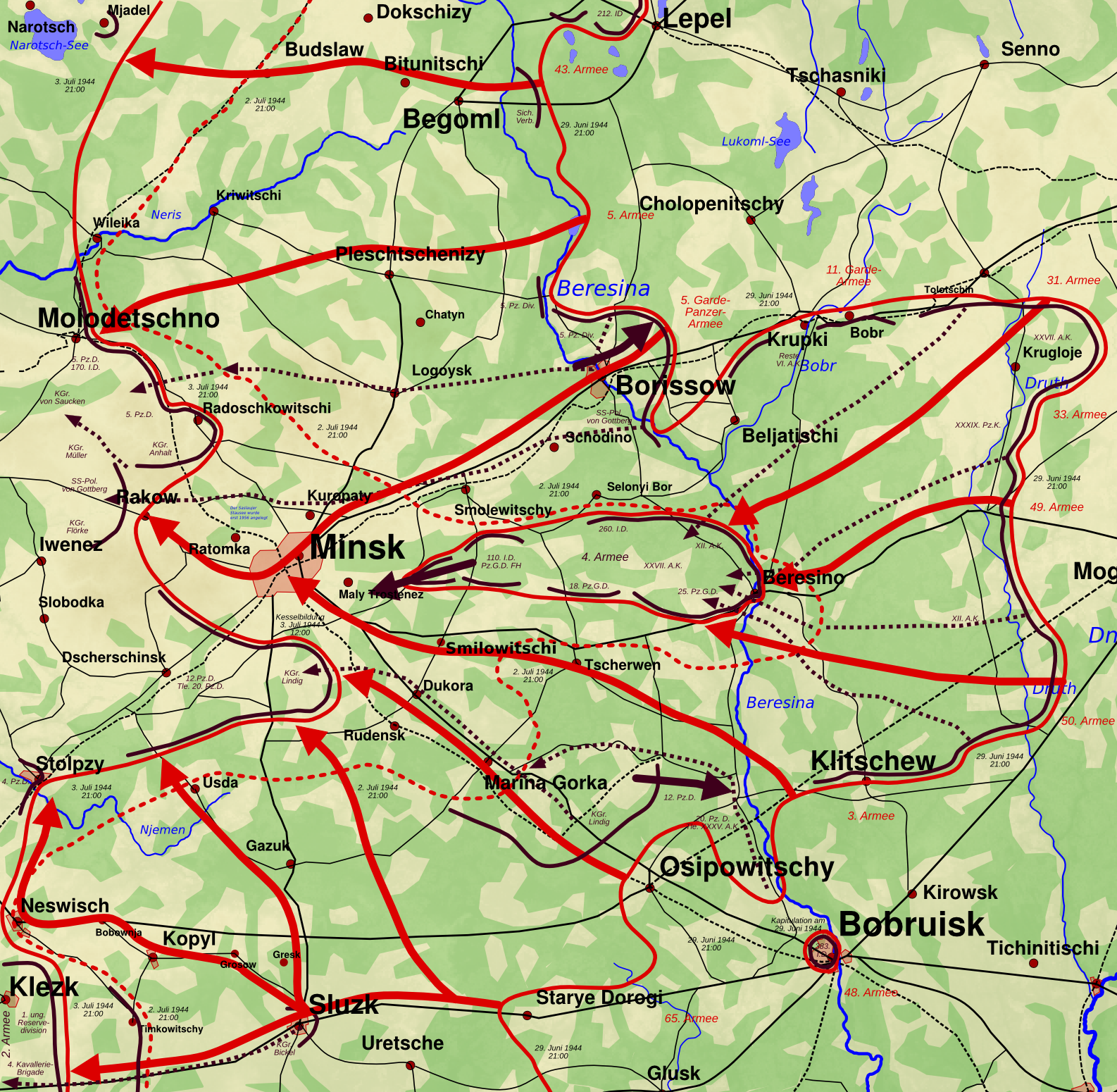
Diễn biến chiến dịch Minsk, 29 tháng 6 - 9 tháng 7 năm 1944

Sau chiến dịch Vitebsk-Orsha và chiến dịch Bobruysk, các tập đoàn quân thiết giáp số 3 và tập đoàn quân số 9 ở hai cánh đã bị đánh tan, đặt tập đoàn quân số 4 ở chính diện vào thế bị nửa hợp vây. Tập đoàn quân này đóng trong một tứ giác với rìa Đông là sông Drut, rìa Tây là sông Berezina, và rìa Bắc, Nam là hai gọng kìm của Phương diện quân Byelorussia 1 và 3. Khu tứ giác này nắm ở phía đông của thành phố Minsk, mục tiêu của quân đội Liên Xô trong chiến dịch này. Trước tình hình bị đe dọa bao vây, tư lệnh Tập đoàn quân số 4, tướng Kurt von Tippelskirch đã ra lệnh rút lui về phía bờ Tây của sông Berezina. Tuy nhiên, tuyến đường rút lui khả dĩ duy nhất là con đường tỉnh lộ từ Mogilev về thị trấn Berezino, và điều này đã gây ra nhiều tai họa khi quân Đức kẹt cứng trên con đường cũng như trên chiếc cầu duy nhất bắc qua sông Berezina, trong khi đó không quân Xô Viết thì ném bom dữ dội vào toán quân đang rút lui. Thêm vào đó, các đột du kích Liên Xô hoạt động trong vùng đã không bỏ lỡ cơ hội, liên tục tập kích, quấy nhiễu số quân Đức đang rút chạy. Tình hình trở nên rắc rối hơn khi nhiều đám tàn quân từ các nơi khác như Vitebsk, Orsha, Bobruysk cũng gia nhập nhóm quân đang rút chạy về sông Berezina. Điều này đã khiến cuộc rút chạy của quân Đức về sông Berezina diễn ra khá chậm, có phần lộn xộn và chịu nhiều thương vong. Cũng cần lưu ý rằng, thật ra sức ép từ Phương diện quân Byelorussia tấn công tại chính diện của Tập đoàn quân số 4 (Đức) không thật sự lớn, do kế hoạch chung của Chiến dịch Bagration không có ý định hất quân Đức khỏi cái bẫy đã được giăng sẵn.

## Binh lực và kế hoạch

### Quân đội Liên Xô

#### Binh lực
- Phương diện quân Byelorussia 3 do đại tướng I. D. Chernyakhovsky làm tư lệnh, thượng tướng A. P. Pokrovskiy làm tham mưu trưởng:
  - Tập đoàn quân cận vệ 11 do trung tướng K. N. Galitskiy chỉ huy. Trong biên chế có 9 sư đoàn bộ binh; 2 lữ đoàn và 6 trung đoàn pháo; 1 sư đoàn và 5 trung đoàn súng cối; 1 lữ đoàn và 3 trung đoàn Katyusha; 2 sư đoàn và 2 trung đoàn phòng không; 4 lữ đoàn và 4 trung đoàn xe tăng; 1 lữ đoàn cơ giới; 5 trung đoàn pháo tự hành.
  - Tập đoàn quân 5 do trung tướng N. I. Krylov chỉ huy. Trong biên chế có 9 sư đoàn bộ binh; 6 lữ đoàn và 1 trung đoàn pháo; 1 lữ đoàn và 2 trung đoàn súng cối; 1 lữ đoàn Katyusha; 5 trung đoàn phòng không; 2 lữ đoàn và 1 trung đoàn xe tăng; 5 trung đoàn pháo tự hành.
  - Tập đoàn quân 39 do trung tướng I. I. Lyudnikov chỉ huy. Binh lực gồm 7 sư đoàn bộ binh; 1 lữ đoàn và 1 trung đoàn pháo; 2 trung đoàn súng cối; 1 trung đoàn phòng không; 1 lữ đoàn xe tăng và 2 trung đoàn pháo tự hành.
  - Tập đoàn quân 31 do trung tướng V. V. Glagolev chỉ huy. Trong biên chế có 9 sư đoàn bộ binh; 2 lữ đoàn và 4 trung đoàn pháo; 2 trung đoàn súng cối; 1 sư đoàn và 3 trung đoàn phòng không; 1 lữ đoàn xe tăng và 4 trung đoàn pháo tự hành.
  - Tập đoàn quân xe tăng cận vệ 5 do thượng tướng xe tăng P. A. Romistrov chỉ huy. Trong biên chế có 6 lữ đoàn và 1 trung đoàn xe tăng, 2 lữ đoàn và 1 trung đoàn cơ giới; 6 trung đoàn pháo tự hành; 1 trung đoàn mô tô; 4 trung đoàn pháo, 3 trung đoàn súng cối, 2 trung đoàn phòng không và 1 trung đoàn không quân.
  - Quân đoàn xe tăng cận vệ 2 "Tatsinskaya" do thiếu tướng A. S. Burdeyniy chỉ huy. Trong biên chế có 3 lữ đoàn và 1 trung đoàn xe tăng; 1 lữ đoàn cơ giới; 2 trung đoàn pháo tự hành; 1 trung đoàn pháo, 1 trung đoàn súng cối, 1 trung đoàn phòng không.
  - Cụm Kỵ binh-Cơ giới hóa do trung tướng N. S. Oslikovsky chỉ huy. Trong biên chế có:
    - Quân đoàn cơ giới cận vệ 3 "Stalingrad" do trung tướng V. T. Obukhov chỉ huy. Trong biên chế có 3 lữ đoàn và 1 tiểu đoàn cơ giới; 1 lữ đoàn và 1 tiểu đoàn xe tăng; 3 trung đoàn và 1 tiểu đoàn pháo tự hành; 1 trung đoàn bộ binh mô tô; 2 trung đoàn súng cối; 1 trung đoàn phòng không.
    - Quân đoàn kỵ binh cận vệ 3 gồm 3 sư đoàn kỵ binh; 2 trung đoàn pháo tự hành, 1 tiểu đoàn trinh sát cơ giới, 1 trung đoàn và 1 tiểu đoàn súng cối, 1 trung đoàn phòng không.

  - Tập đoàn quân không quân 1 do trung tướng không quân M. M. Gromov chỉ huy. Trong biên chế có 8 sư đoàn tiêm kích; 4 trung đoàn cường kích và 6 sư đoàn ném bom.
- Phương diện quân Byelorussia 2 do thượng tướng G. F. Zakharov làm tư lệnh, trung tướng A. N. Bogolyubov làm tham mưu trưởng.
  - Tập đoàn quân 33 do trung tướng V. D. Kryuchenkin chỉ huy. Trong biên chế có 6 sư đoàn bộ binh, 1 trung đoàn pháo tự hành, 1 lữ đoàn và 1 trung đoàn pháo, 1 trung đoàn súng cối, 1 trung đoàn phòng không.
  - Tập đoàn quân 49 do trung tướng I. T. Grishin chỉ huy. Trong biên chế có 8 sư đoàn bộ binh, 2 lữ đoàn và 1 trung đoàn xe tăng, 6 trung đoàn pháo tự hành, 3 lữ đoàn và 8 trung đoàn pháo, 4 trung đoàn súng cối, 3 trung đoàn Katyusha, 1 sư đoàn và 2 trung đoàn phòng không.
  - Tập đoàn quân số 50 do trung tướng I. V. Boldin chỉ huy. Trong biên chế có 9 sư đoàn bộ binh, 2 trung đoàn pháo tự hành, 2 lữ đoàn và 3 trung đoàn pháo, 3 trung đoàn Katyusha, 4 trung đoàn súng cối, 1 trung đoàn và 2 tiểu đoàn phòng không.
  - Tập đoàn quân không quân 4 do trung tướng K. A. Vershinin chỉ huy. Trong biên chế có 2 sư đoàn tiêm kích, 2 sư đoàn cường kích, 1 sư đoàn ném bom.
- Cánh phải của Phương diện quân Byelorussia 1 do Nguyên soái Konstantin Konstantinovich Rokossovsky làm tư lệnh, thượng tướng M. S. Malinin làm tham mưu trưởng. Thành phần tham gia chiến dịch gồm có:
  - Tập đoàn quân 3 do trung tướng A. V. Gorbatov chỉ huy. Trong biên chế có 10 sư đoàn bộ binh, 5 trung đoàn xe tăng, 1 lữ đoàn và 6 trung đoàn pháo tự hành, 2 lữ đoàn và 4 trung đoàn pháo, 1 trung đoàn Katyusha, 3 trung đoàn súng cối, 1 sư đoàn và 1 trung đoàn phòng không.
  - Tập đoàn quân 28 do trung tướng A. A. Luchinsky chỉ huy. Trong biên chế có 9 sư đoàn bộ binh, 4 trung đoàn xe tăng, 4 trung đoàn pháo tự hành, 1 lữ đoàn và 2 trung đoàn pháo, 1 lữ đoàn Katyusha, 1 lữ đoàn và 2 trung đoàn súng cối, 1 sư đoàn và 1 trung đoàn phòng không.
  - Tập đoàn quân 48 do trung tướng P. L Romanenko chỉ huy. Trong biên chế có 8 sư đoàn bộ binh, 2 trung đoàn xe tăng, 4 trung đoàn pháo tự hành, 1 sư đoàn, 1 lữ đoàn và 1 trung đoàn pháo, 1 trung đoàn súng cối, 1 sư đoàn và 1 trung đoàn phòng không.
  - Tập đoàn quân 65 do thượng tướng P. I. Batov chỉ huy. Trong biên chế có 8 sư đoàn và 1 lữ đoàn bộ binh, 1 trung đoàn xe tăng, 4 trung đoàn pháo tự hành. 1 sư đoàn, 2 lữ đoàn và 1 trung đoàn pháo, 2 trung đoàn súng cối, 1 sư đoàn và 1 trung đoàn phòng không.
  - Cụm kỵ binh cơ giới do trung tướng I. A. Pliyev chỉ huy. Trong biên chế có 9 sư đoàn kỵ binh, 7 trung đoàn xe tăng, 3 trung đoàn pháo tự hành, 3 trung đoàn và 2 tiểu đoàn pháo, 5 trung đoàn súng cối, 3 trung đoàn pháo phòng không
  - Quân đoàn xe tăng cận vệ 1 do thiếu tướng N. F. Panov chỉ huy. Trong biên chế có 3 lữ đoàn xe tăng, 1 lữ đoàn cơ giới, 2 trung đoàn pháo tự hành, 1 trung đoàn súng cối, 1 trung đoàn pháo phòng không, 2 tiểu đoàn trinh sát cơ giới.
  - Quân đoàn xe tăng 9 do thiếu tướng B. S. Bakharov chỉ huy. Trong biên chế có 3 lữ đoàn xe tăng, 1 lữ đoàn cơ giới, 2 trung đoàn pháo tự hành, 1 trung đoàn súng cối, 2 tiểu đoàn trinh sát cơ giới.
  - Tập đoàn quân không quân 16 do thượng tướng S. I. Rudenko chỉ huy. Trong biên chế có 8 sư đoàn và 1 trung đoàn tiêm kích, 5 sư đoàn cường kích, 5 sư đoàn ném bom, 3 trung đoàn vận tải, trinh sát, cứu hộ, liên lạc, 7 trung đoàn pháo phòng không.

#### Kế hoạch
Nhiệm vụ của Phương diện quân Byelorussia 3 trong giai đoạn đầu tiên của chiến dịch Bagration đã được hoàn thành vào ngày 28 tháng 6 khi lực lượng kỵ binh-cơ giới hóa của nó tiếp cận bờ sông Berezina. Vì vậy, cùng ngày hôm đó, Đại bản doanh Bộ Tổng tư lệnh Tối cao Liên Xô (STAVKA) đã ra mệnh lệnh số 220124 yêu cầu Phương diện quân Byelorussia 3 vượt sông Berezina và tiến công theo các hướng Minsk và Molodechno, giải phóng thành phố Minsk, phối hợp với Phương diện quân Byelorussia 2 đang gia tăng sức ép từ phía Mogilev. Nhiệm vụ phải được hoàn thành không muộn hơn ngày 8 tháng 7. Tuy nhiên, tập đoàn quân xe tăng cận vệ số 5 của thượng tướng P. A. Romistrov đã bị phê bình là hành động quá chậm chạp và được STAVKA yêu cầu phải thể hiện sự quyết đoán nhiều hơn nữa. Trong khi Tập đoàn quân cận vệ 11, Tập đoàn quân xe tăng cận vệ 5 và Quân đoàn xe tăng cận vệ 2 "Tatsinskaya" có nhiệm vụ đánh chiếm Minsk thì các tập đoàn quân 5, 31 và Cụm kỵ binh cơ giới của tướng N. S. Oslikovsky tấn công Molodechno và Vileyka ở phía bắc Minsk, phối hợp với Quân đoàn xe tăng cận vệ 1 của Phương diện quân Byelorussia 1 khép vòng vây thứ hai ở phía tây Minsk. Tập đoàn quân 39 được tách ra hướng Tây Bắc, phối hợp với Phương diện quân Pribaltic 1 giải quyết dứt điểm cụm cứ điểm Polotsk của Tập đoàn quân 16 (Đức).
Phương diện quân Byelorussia 1 dưới quyền chỉ huy của Nguyên soái K. K. Rokossovsky (được phong hàm ngày 27 tháng 6) có nhiệm vụ phức tạp hơn các phương diện quân khác. K. K. Rokossovsky phải sử dụng Tập đoàn quân 3 và Quân đoàn xe tăng cận vệ 1 tấn công từ phía bắc Osipovichi vào Minsk trên hướng Đông Nam, phối hợp với Tập đoàn quân 50 của Phương diện quân Byelorussia 2 hình thành vòng vây phía phía nam cụm quân Đức ở Đông Minsk. Các tập đoàn quân 28, 48, 65, Quân đoàn xe tăng 9 tiếp tục tấn công về phía tây, mở rộng phạm vi kiểm soát và ngăn chặn các đòn đột kích phá vây của Tập đoàn quân 2 (Đức) từ hướng Baranovichi, Korelichi (Karelichy). cụm kỵ binh cơ giới của tướng I. A. Pliyev có nhiệm vụ đột kích dọc theo con đường độc đạo xuyên đầm lầy Polesya từ Koptsevichi (Kapatkevicy) đi Luninets, phối hợp với Giang đoàn Dniepr đánh chiếm các cứ điểm lẻ của quân Đức dọc theo tuyến đường này.
Phương diện quân Byelorussia 2 tiếp tục đột phá qua tuyến phòng thủ sông Drut và gia tăng sức ép trên tuyến phòng thủ sông Berezina của Tập đoàn quân 4 (Đức), đẩy tập đoàn quân này về bờ Tây sông Berezina, phối hợp với cánh trái của Phương diện quân Byelorussia 3 và cánh phải của Phương diện quân Byelorussia 1 bao vây, tiêu diệt quân Đức trong khu vực Minsk.

### Quân đội Đức Quốc xã

#### Binh lực
- Lực lượng còn lại của Cụm Tập đoàn quân Trung tâm (tư lệnh: Thống chế Walter Model)
  - Tập đoàn quân số 4 của Thượng tướng Bộ binh Kurt von Tippelskirch (đến ngày 1 tháng 7), Trung tướng Vincenz Müller, quyền tư lệnh từ ngày 1 tháng 7, bao gồm các quân đoàn số 12, 27, tàn quân của quân đoàn thiết giáp số 39
  - Tàn quân của quân đoàn bộ binh số 7 và thuộc Tập đoàn quân thiết giáp số 3, đặt dưới sự chỉ huy của tướng Vincenz Müller
  - Tàn quân của Tập đoàn quân số 9 họp thành Cụm tác chiến Von Vormann do Thượng tướng Thiết giáp Nikolaus von Vormann chỉ huy
  - Tập đoàn quân số 2 phòng thủ trên hướng đầm lầy Polesya.
- Các lực lượng tăng viện và bảo vệ hậu cứ:
  - Cụm tác chiến von Saucken, bao gồm Sư đoàn xe tăng 5 và ba tiểu đoàn pháo binh, do Trung tướng Dietrich von Saucken chỉ huy.
  - Cụm tác chiến von Gottberg, bao gồm các đơn bị cảnh vệ, an ninh và SS, do Thượng tướng SS Curt von Gottberg chỉ huy. Nó được chia thành 2 cụm tác chiến nhỏ hơn:
    - Cụm tác chiến Anhalt, bao gồm các lực lượng cảnh vệ và an ninh, do Đại tá SS Günther Anhalt chỉ huy
    - Cụm tác chiến Flörke, bao gồm tàn quân của Sư đoàn bộ binh số 14 và một số đơn vị khác, do Trung tướng Hermann Flörke chỉ huy.

  - Cụm tác chiến Lindig, bao gồm Sư đoàn xe tăng 12 và Sư đoàn huấn luyện dã chiến 390, do Trung tướng Max Lindig chỉ huy.

### Kế hoạch
Ngay sau những thấy bại đầu tiên tại Chiến dịch Bagration, Adolf Hitler đã thay thế một loạt tướng lĩnh chỉ huy Đức. Thống chế Walter Model được chỉ định thay thế Tthống chế Ernst Bush chỉ huy Cụm tập đoàn quân Trung tâm. Thượng tướng Thiết giáp Nikolaus von Vormann thay thế Thượng tướng Bộ binh Hans Jordan chỉ huy mấy sư đoàn còn lại của Tập đoàn quân 9. Trung tướng von Saucken thay Thượng tướng Pháo binh Robert Martinek chỉ huy tàn quân của Quân đoàn xe tăng 39 và Sư đoàn xe tăng 5. Thượng tướng Pháo binh Helmuth Weidling thay Trung tướng Edmund Hoffmeister chỉ huy nhóm tàn quân của Quân đoàn xe tăng 41. Tuy nhiên, một số viên tướng bị tử trận hoặc bị bắt làm tù binh được thay thế bằng cách đôn chức vụ từ chỉ huy sư đoàn, trung đoàn lên chỉ huy các Cụm tác chiến. Kho cán bộ chỉ huy của quân đội Đức Quốc xã đang gặp khủng hoảng, đặc biệt là các sĩ quan chỉ huy lâu năm, có nhiều kinh nghiệm tác chiến.
Kế hoạch tác chiến của phía Đức bao hàm việc hạn chế tối đa thương vong và Hitler vẫn đặc mục tiêu giữ Minsk bằng mọi giá. Kết quả của các Chiến dịch Vitebsk-Orsha và Chiến dịch Bobruysk cho thấy, chắc chắn mục tiêu tiếp theo quân đội Liên Xô sẽ là Minsk. Để cứu vãn nguy cơ sụp đổ của Cụm tập đoàn quân Trung tâm, Tổng hành dinh quân đội Đức Quốc xã vội vã rút nhiều lực lượng thiết giáp, cơ giới từ các mặt trận khác để ném vào chiến trường Byelorussya. Ngày 26 tháng 6, Sư đoàn xe tăng 5 của Trung tướng Karl Decker được rút từ Tập đoàn quân xe tăng 4 (Đức) thuộc Cụm Tập đoàn quân Nam Ukraina đang đóng ở Kovel và được điều tới bảo vệ thành phố Minsk. Sư đoàn xe tăng 4 của Thiếu tướng Clemens Betzel thuộc Tập đoàn quân xe tăng 4 được điều từ Kovel đến Vinius. Sư đoàn xe tăng 12 của Thiếu tướng Gerhard Müller thuộc Tập đoàn quân 16 cũng được điều đến khu vực Marina Gorka và đặt trực thuộc Tập đoàn quân 2 để cản phá mũi tấn công của cánh phải Phương diện quân Byelorussia 1 (Liên Xô).
Mặc dù quân đội Liên Xô đã hình thành hai gọng kìm tại hai cánh đe dọa bao vây Tập đoàn quân số 4, lực lượng này vẫn bị yêu cầu phải tử thủ và giữ vững từng tấc đất ở phía đông sông Berezina. Và đây lại chính là điều mà Đại bản doanh Bộ Tổng tư lệnh tối cao Liên Xô mong đợi. Tập đoàn quân 4 (Đức) có binh lực mạnh tới 9 sư đoàn và việc rải quân bố trí phòng ngự trên vùng tứ giác Orsha - Mogilev - Berezino - Borisov rộng vài trăm km vuông tuy đã tạo được một mật độ phòng ngự đủ đậm đặc để cản phá cuộc tấn công của Phương diện quân Byelorussia 2 (Liên Xô) trên bốn tuyến sông nhưng sự thất bại nặng nề của Tập đoàn quân xe tăng 3 bên cánh trái và Tập đoàn quân 9 bên cánh phải đã đẩy Tập đoàn quân 4 (Đức) cùng tàn quân của Tập đoàn quân xe tăng 3 và Tập đoàn quân 9 tháo chạy về vào thế bị nửa hợp vây. Số phận của Cụm tập đoàn quân Trung tâm (Đức) chỉ còn có thể tính bằng ngày, tùy thuộc vào tốc độ tấn công của quân đội Liên Xô đến Minsk. Bộ Tổng tư lệnh lục quân Đức không hy vọng Tập đoàn quân 4 sẽ trụ lại được trên sông Berezina quá hai tuần nhưng sự hy sinh của nó lại là điều cần thiết để quân Đức có thêm thời gian lập một tuyến phòng thủ mới ở phía đông Minsk từ Polotsk qua Donginovo (Dauhinava), Logoysk, Smolevichi, Cherven (Cervien) đến Slutsk và đương nhiên bao gồm cả Minsk.

## Diễn biến

### Hướng Bắc Minsk

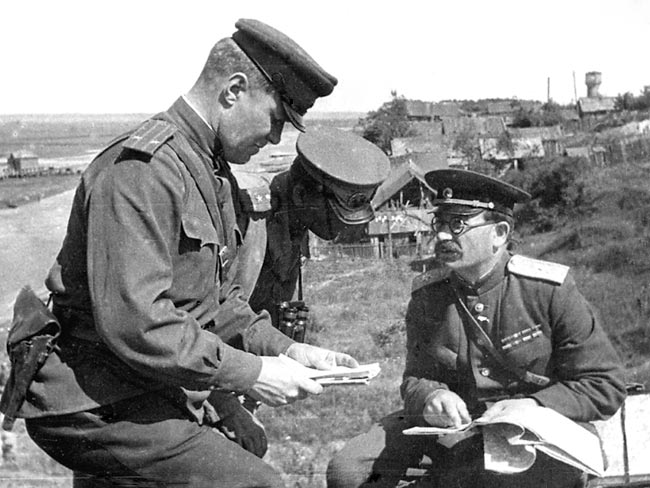
Nguyên soái xe tăng Liên Xô P. A. Rotmistrov đang ra các mệnh lệnh tại khu vực Borisov bên bờ sông Berezina. ngày 1 tháng 7 năm 1944

Sáng 29 tháng 6, sau một đợt pháo kích ngắn khoảng 30 phút, Tập đoàn quân 5 và cụm kỵ binh cơ giới của tướng N. S. Oslykovsky bắt đầu tấn công các cứ điểm của quân Đức tại các thị trấn Lukoml, Begoml (Biahoml) và Budslav (Budslau), phía tây hồ Lukomlskoye. Trong ngày đầu tiên, quân Đức dựa vào các công sự, chiến hào và lợi dụng địa hình đầm lầy đã chống trả kịch liệt. Tốc độ tiến công của Cụm kỵ binh cơ giới Liên Xô giảm xuống còn 5 đến 8 km trong ngày đầu tiên. Trong lúc cuộc tấn công đang bị chậm lại thì tướng V. T. Obukhov, Quân đoàn trưởng Quân đoàn cơ giới cận vệ 3 bắt liên lạc được với Lữ đoàn du kích của đại tá Sergei Afanasyevich Khvachevsky đang hoạt động trong các khu rừng quanh hồ Palik và vùng đầm lầy ở thượng nguồn sông Vilya. Từ một tháng nay, Lữ đoàn của S. A. Khvachevsky cùng hàng chục lữ đoàn và trung đoàn du kích Byelorussia đã âm thầm hoạt động lật đổ các đoàn tàu quân sự Đức và phá hủy hàng chục km đường ray và hằng trăm cầu, cống, gây khó khăn lớn cho quân Đức trong việc cơ động lực lượng và tiếp viện cho mặt trận. Nhờ các du kích thông thuộc địa hình dẫn đường, ngày 2 tháng 7, Tập đoàn quân 5 đã vòng tránh các cứ điểm của quân Đức bất ngờ vượt sông Vilya đánh chiếm các nhà ga Krivichi và Budslav, cắt đứt đường sắt từ Molodechno lên Polotsk. Ngày 3 tháng 7, Quân đoàn cơ giới cận vệ 3 "Stalingrad" trong đội hình Cụm kỵ binh cơ giới của tướng N. S. Oslykovsky đã đột kích và đánh chiếm thị trấn Vileyka. Quân đoàn kỵ binh cận vệ 3 sau khi đánh chiếm cứ điểm Plesheniki (Pliescanicy) đã hướng đòn tấn công về Molodechno.

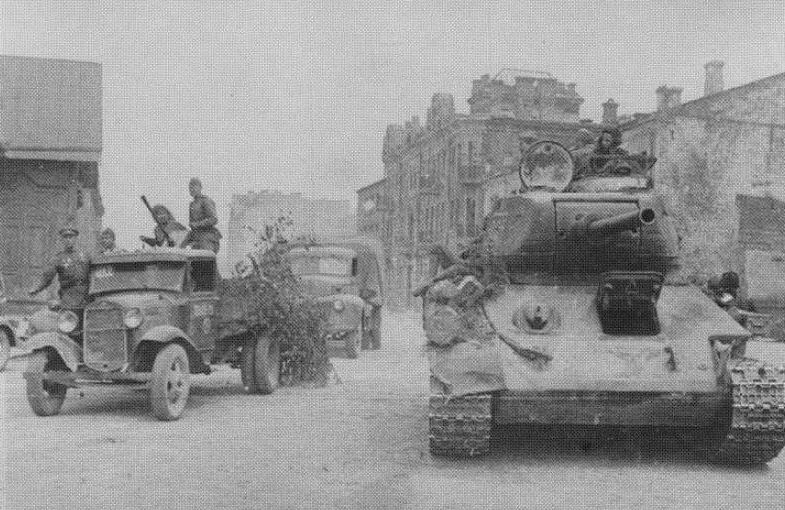
Quân đoàn xe tăng cận vệ 2, đơn vị đầu tiên của Phương diện quân Byelorussia 3 tiến vào giải phóng Thủ đô của Belarus ngày 3-7-1944

Trên hướng tấn công chính, Tập đoàn quân xe tăng cận vệ 5 (Liên Xô) tấn công rất chậm, không chỉ chậm hơn Quân đoàn xe tăng cận vệ 2 "Tatsinskaya" mà còn chậm hơn cả một số sư đoàn bộ binh của Tập đoàn quân cận vệ 11. Kế hoạch hợp vây cánh quân Đức ở phía đông Minsk có nguy cơ bị phá vỡ. Ngày 30 tháng 6, đích thân nguyên soái A. M. Vasilevsky đã đến Borisov kiểm tra thực địa và yêu cầu tướng P. A. Rotmistrov phải tăng tốc độ tấn công để đến cuối ngày 2 tháng 7 phải có mặt ở Minsk. Để giúp đỡ Tập đoàn quân xe tăng cận vệ 5, tướng I. D. Chernyakhovsky yêu cầu chủ nhiệm công binh của phương diện quân ưu tiên cho xe tăng vượt qua các cầu phao và cầu gỗ trước các đơn vị khác. Ngày 2 tháng 7, Quân đoàn xe tăng xe tăng 29 và Tập đoàn quân 31 đã tiến đến đầu nguồn sông Svisloch trên khu vực Ostrositsky-Gorodok (Astrasycki Haradok), cắt đứt con đường rút lui lên Vinius của cụm quân Đức tại Minsk. Sư đoàn thiết giáp số 5 (Đức) trước tình hình bị đánh từ phía trước và phía sau buộc phải bỏ chạy khỏi Borisov sau khi chịu nhiều thiệt hại nặng nề.
Các diễn biến trên hướng tấn công của Tập đoàn quân cận vệ 11 và Quân đoàn xe tăng cận vệ 2 phát triển hết sức nhanh chóng. Ngày 1 tháng 7, sau khi bẻ gãy sức kháng cự của Cụm tác chiến Von Saucken và tàn quân thuộc Sư đoàn xe tăng 18 (Đức) đã kéo về Minsk với tốc độ tấn công hàng chục km trong ngày tiếp theo. Thống chế Walter Model sử dụng còn bài cuối cùng là Cụm tác chiến Von Gottberg phối hợp với Sư đoàn kỵ binh cơ giới SS ra khai thông con đường đi Vinius để cứu số quân còn lại khỏi Minsk nhưng tất cả phòng tuyến của quân Đức ở phía bắc và phía tây Minsk đã sụp đổ. 3 giờ sáng ngày 3 tháng 7 năm 1944, Quân đoàn xe tăng cận vệ 2 "Tatsinskaya" đã đột nhập vào Minsk. Buổi trưa cùng ngày, các trung đoàn xe tăng 36 và 193 của Tập đoàn quân 3 (Phương diện quân Byelorussia 1) cũng tiến vào Minsk từ phía nam. 13 giờ chiều ngày 3 tháng 7, thủ đô của Byelorussia được giải phóng. Ở phía đông Minsk, Tập đoàn quân cận vệ 11 (Liên Xô) đã đánh chiếm Smolevichi, dồn quân Đức xuống khu vực đầm lầy ở thượng nguồn sông Volma với trung tâm là thị trấn cùng tên.

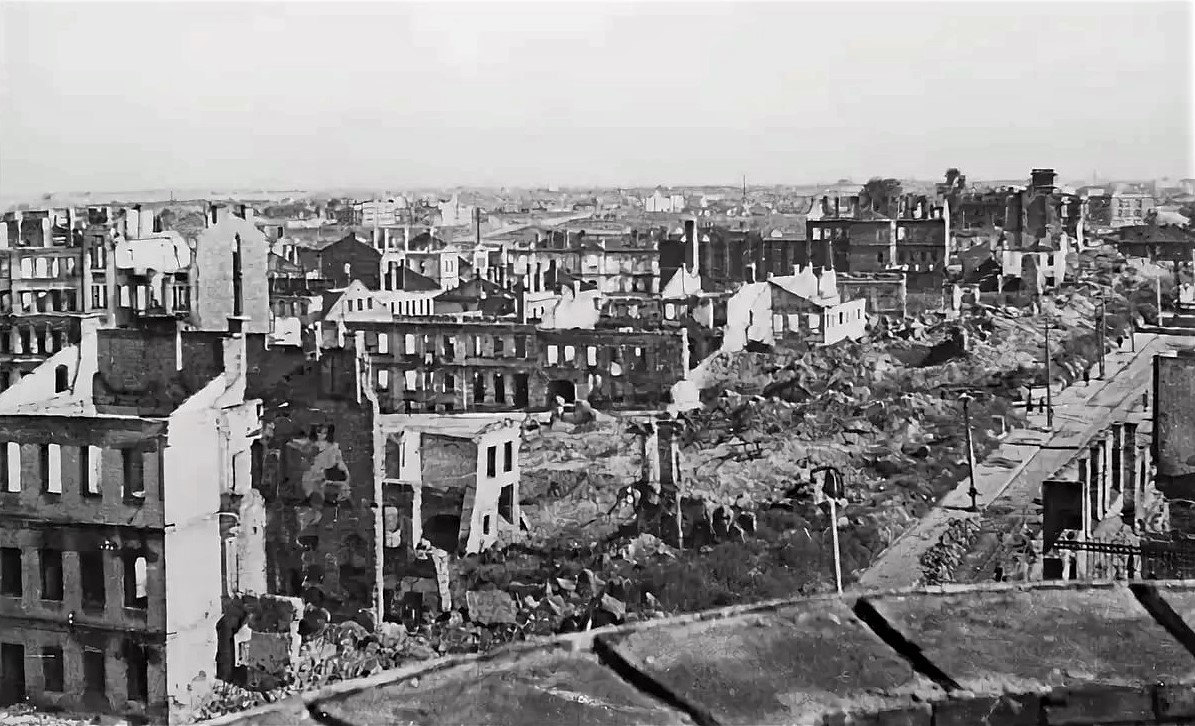
Một góc thủ đô Minsk bị tàn phá nặng nề trong chiến tranh

Tổng cộng Phương diện quân Byelorussia 3 đã tiêu diệt 22.000 quân và bắt sống 13.000 tù binh cùng với 5.000 xe cơ giới các loại, giáng một đòn nặng vào hậu cứ của Cụm Tập đoàn quân Trung tâm.
Minsk, thủ đô của Cộng hòa Xã hội chủ nghĩa Xô viết Byelorusia bị phá hủy nặng nề. Cả thành phố chỉ còn lại bốn công trình lớn gồm Trụ sở chính phủ, Trụ sở Trung ương Đảng cộng sản Byelorussia, Nhà máy Radio và Câu lạc bộ Hồng quân là những nơi chưa bị phá hoại. Công binh của Phương diện quân Byelorussia 3 phải làm việc liên tục suốt ngày đêm để nhanh chóng gỡ đi những quả mìn Đức đang chờ nổ. Trên các con đường nhựa từ Minsk đi Rakov và Vologin ở phía tây thành phố ngổn ngang những xe cộ và phương tiện chiến tranh của quân Đức bỏ lại khi rút chạy.
| “                   | Ngày 5 tháng 7, tôi tới Minsk. Ấn tượng để lại trong tôi cực kì xấu. Phần lớn thành phố đã bị phát hủy bởi bọn phát-xít. Trong số những công trình lớn mà quân địch không có thời gian phá hủy là trụ sở chính phủ Byelorussia, trụ sở mới của Ban Chấp hành Trung ương Đảng Cộng sản Byelorussia, Nhà máy Radio PBC và Câu lạc bộ Hồng quân. Nhà máy điện, phần lớn các cơ sở công nghiệp và nghiên cứu đều bị phá nổ. | ” |
| — A. M. Vasilevsky, | |   |

22 giờ 00 ngày 3 tháng 7, sau bản nhật lệnh như thường lệ của STAVKA được phát thanh viên huyền thoại Levitan đọc trên đài phát thanh ghi nhận công lao của các phương diện quân Byelorussia đã giải phóng Minsk, bầu trời Moskva bừng lên ánh sáng của 24 loạt pháo hoa được bắn lên từ 324 khẩu đại bác để chúc mừng thủ đô của Belarus được giải phóng.

### Hướng Nam Minsk

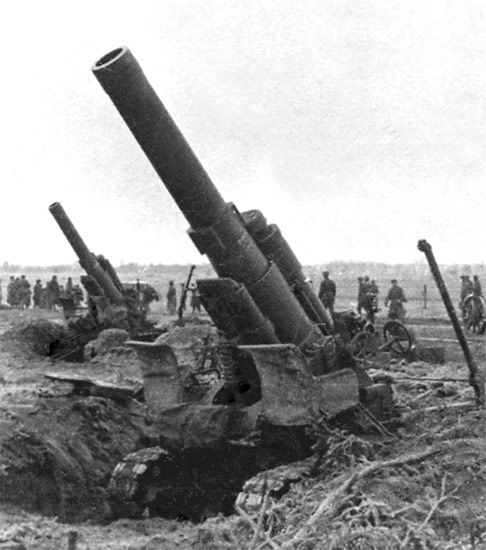
Đại bác 203mm-1931 của Phương diện quân Byelorussia 3 trên chiến trường

Sau khi hoàn thành Chiến dịch Bobruysk, các tập đoàn quân cánh phải Phương diện quân Byelorussia 1 có một loạt nhiệm vụ mới phức tạp hơn. Trước hết, nó phải phối hợp với Phương diện quân Byelorussia 3 khép chặt vòng vây xung quanh Tập đoàn quân 4 và tàn quân của các tập đoàn quân 9 và xe tăng 3 (Đức) đàng phòng ngự ở phía đông Minsk và giải phóng thủ đô của Belarus. Tiếp theo, nó phải tấn công sang phía tây để ngăn chặn các đòn phản kích mà quân Đức đang chuẩn bị trên hướng Stoyabtsy - Uzda hòng cứu vãn tình thế. Thứ ba, sau khi hoàn thành hai nhiệm vụ trước mắt, các tập cánh phải chuẩn bị phối hợp với cánh trái của phương diện quân mở một đòn tấn công tiếp theo, hợp vây quân Đức trong khu vực đầm lầy Polesya từ Pinsk đến Brest. Hai nhiệm vụ đầu tiên nằm trong kế hoạch giai đoạn 2 của Chiến dịch Bagration
Mở đầu giai đoạn tấn công thứ hai trên hướng Bobruysk - Minsk, ngày 29 tháng 6, Tập đoàn quân 3 và Quân đoàn xe tăng cận vệ 1 bắt đầu tấn công từ phía bắc Osipovichi dọc theo con đường bộ và đường sắt Bobruysk - Minsk. Ngày 1 tháng 7, Quân đoàn xe tăng cận vệ 1 đánh chiếm thị trấn - nhà ga Marina Gorka (Maryina Horka), một chốt chặn quan trọng trên con đường đến Minsk do Cụm tác chiến Flörke gồm tàn quân của Sư đoàn bộ binh 14 và một số tiểu đoàn cảnh vệ (Đức) phòng giữ. Ngày 2 tháng 7, Quân đoàn bộ binh 41 (Tập đoàn quân 3) phối hợp với Tập đoàn quân 50 (Phương diện quân Byelorussia 2) Cụm tác chiến sư đoàn bộ binh 262 và Sư đoàn bộ binh 267 (Đức) khỏi căn cứ Pukhovichi, dồn cụm quân này về Cherven. Sáng ngày 3 tháng 7, Quân đoàn xe tăng cận vệ 1 đã có mặt ở ngoại ô phía nam Minsk. Sau một trận giao chiến ngắn, Lữ đoàn xe tăng 15 đã cùng lữ đoàn xe tăng 36 tiến vào Minsk.
Đúng như dự đoán của tướng K. K. Rokossovsky, ngày 3 tháng 7, thống chế Walter Model huy động Sư đoàn xe tăng 12 làm chủ lực cho Cụm tác chiến Lindig mở cuộc phản kích từ Uzda vào Marina Gorka nhằm chia cắt Tập đoàn quân 3 và Quân đoàn xe tăng cận vệ 1 với chủ lực Phương diện quân Byelorussia 1, tạo một hành lang để giải vây cho Tập đoàn quân 4 (Đức). Tuy nhiên, những nỗ lực này đều bị quân đội Liên Xô chặn đứng. Quân đoàn xe tăng 9 (Liên Xô) được điều động đến khu vực bị đột phá đã phối hợp với các quân đoàn bộ binh 46 và 80 chặn đứng cuộc phản kích của Sư đoàn xe tăng 12 và Sư đoàn bộ binh 390 (Đức), đuổi các sư đoàn này chạy về Dzherzinsk. Ngay ngày hôm sau, Quân đoàn xe tăng 9 cùng với Tập đoàn quân 48 mở mũi đột kích về phía tây, đánh chiếm Uzda và Stoyabtsy.
Bên rìa phía bắc vùng đầm lầy Polesya, ngày 30 tháng 6, các tập đoàn quân 28 và 65 nhanh chóng đè bẹp tuyến phòng thủ mỏng yếu của Sư đoàn bộ binh 102 và Cụm tác chiến sư đoàn 216 (Đức), đánh chiếm Slutsk và phát triển sang hướng Tây, giải phóng một loạt khu dân cư ở Starobin, Pogost (Pagost - 2), Timkhovichi (Cimkavicy), Kopyl (Kapyl) và Nesviz (Niasviz). Nhận thấy nguy cơ bị đánh tập hậu, tướng Friedrich Herrlein phải rút các sư đoàn bộ binh 292 và 707 về phía tây sông Tsna, lập tuyến phòng thủ mới dọc theo con đường sắt từ Gantsyevichi đến Luninets. K. K. Rokossovsky ra lệnh cho Tập đoàn quân 28 tách quân đoàn bộ binh 128 phối hợp với các tàu chiến đường sông của Giang đoàn Dinepr tổ chức hai mũi tấn công song song trên bộ và dưới sông Pripyat về hướng Luninets. Ngày 4 tháng 7, Quân đoàn bộ binh 128 đánh bật Sư đoàn bộ binh 292 (Đức) về Pinsk, Sư đoàn bộ binh 707 (Đức) cũng bỏ Gantsyevichi rút về Telekhany (Cieliachany). Phương diện quân Byelorussia 1 đã hoàn thành nhiệm vụ của giai đoạn đột phá vào tung thâm trong Chiến dịch Bagration

### "Chảo lửa" Volma

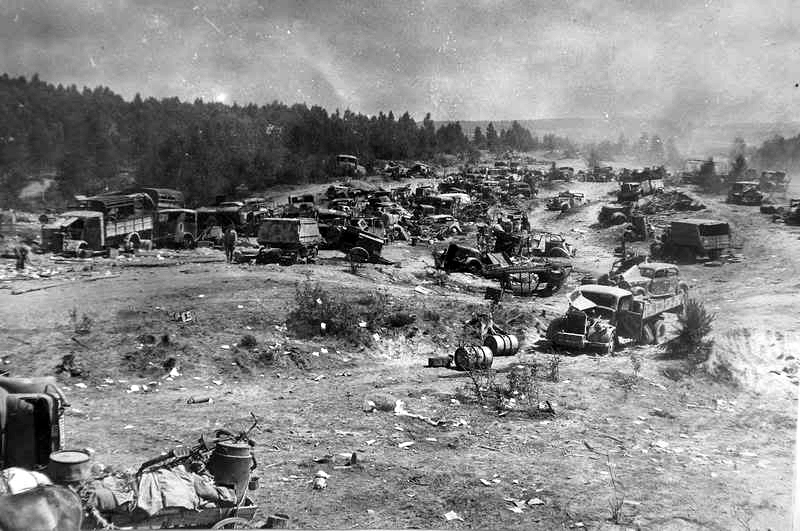
Các loại xe và phương tiện chiến tranh của quân đội Đức Quốc xã bỏ lại trên chiến trường Minsk, 28 tháng 6 năm 1944

Đây là "cái chảo" lớn thứ hai trong Chiến tranh Xô-Đức mà quân đội Liên Xô tạo ra và dồn quân Đức vào đó (chỉ đứng sau "Cái chảo" Stalingrad). Bên trong vòng vây là toàn bộ Tập đoàn quân 4 (Đức) do Thượng tướng Kurt von Tippelskirch chỉ huy gồm 1 Quân đoàn xe tăng và 2 quân đoàn bộ binh, không kể các đơn vị các tăng cường. Cùng bị dồn vào cái chảo này còn có tàn quân của các quân đoàn bộ binh 6 và 35 (Đức), các đơn vị thuộc cụm quân bảo vệ hậu phương mặt trận của tướng Friedrich Gustav Bernhard, các đơn vị cảnh vệ SS, thông tin, công binh và hậu cần trực thuộc Cụm tập đoàn quân Trung tâm (Đức). Tổng số quân Đức bị vây lên đến 105.000 người thuộc 30 sư đoàn. Nếu như các phương diện quân Byelorussia mất 5 ngày kể từ ngày bắt đầu chiến dịch để giải phóng Minsk thì thời gian để thanh toán cụm quân Đức trong vòng vây ở phía đông và Đông Nam Minsk lại mất gấp đôi thời gian đó. Nhưng ở Stalingrad, quân đội Liên Xô phải mất đến gần 3 tháng để hoàn thành chiến dịch thì ở Minsk, họ chỉ mất 19 ngày.
Việc thanh toán cụm quân Đức bị vây được giao cho Phương diện quân Byelorussia 2 và Tập đoàn quân 31. Khác với các cuộc bao vây ở Stalingrad, ở Korsun-Shevchenkovsky và ở Kamenets-Podolsky; ở Byelorussia trong mùa hè năm 1944, Cụm tập đoàn quân Trung tâm (Đức) đã thiệt hại nặng nề trên tất cả các hướng tấn công chủ yếu và thống chế Walter Model đã không còn một lực lượng dự bị đáng kể nào trong tay để có thể hy vọng giải cứu cho Tập đoàn quân 4 và các nhóm tàn quân Đức như ông ta đã làm để giải cứu Tập đoàn quân xe tăng 1 (Đức) trong Chiến dịch Proskurov-Chernovtsy. Địa hình ở phía đông Minsk cũng không cho phép thiết lập một sân bay dã chiến khả dĩ có thể dùng cho các máy bay vận tải nhẹ. Nếu sân bay đó được thiết lập thì nó cũng nhanh chóng bị phá hủy và ngay cả việc thả dù hàng cũng bất khả thi bởi ba tập đoàn quân không quân Liên Xô hầu như đã làm chủ bầu trời Byelorussia. Trong khi đó, lực lượng chủ lực của Tập đoàn quân 4 (Đức) là Quân đoàn xe tăng 39, trong quá trình rút lui về bên kia sông Berezina đã rối loạn đội hình và dần dần tan rã dưới các cuộc oanh kích của không quân Xô Viết. Hai viên tướng chỉ huy quân đoàn của nó cũng bỏ mạng trong thời gian này.
Từ ngày bị bao vây, binh sĩ Đức trong cái "chảo lửa" liên tiếp bị oanh kích dữ dội bằng không quân và pháo binh. Trong khi đó, đạn dược càng ngày càng vơi dần, đường tiếp tế gần như bị cắt đứt. Do tư lệnh Tập đoàn quân số 4 Kurt von Tippelskirch đã được di tản bằng máy bay từ ngày 1 tháng 7, ông ta giao quyền chỉ huy Tập đoàn quân 4 cho quân đoàn trưởng Quân đoàn bộ binh 12, trung tướng Vincenz Müller mà không hề biết rằng hai ngày sau, ông này đã bị Tập đoàn quân 50 (Liên Xô) bắt được trên đường bỏ chạy từ Mogilev về Minsk, cùng bị bắt với Vincenz Müller còn có thiếu tướng Rudolf Edmansdorf, chỉ huy trưởng khu phòng thủ Mogilev..
Ngày 4 tháng 7, tướng I. V. Boldin, tư lệnh Tập đoàn quân 50 (Liên Xô) triệu tập tướng Vinzenz Müller và tướng Rudolf Edmansdorf đến Sở chỉ huy dã chiến của Tập đoàn quân 50 ở Klichev. Tại đây, hai viên tướng Đức được thông báo rằng họ sẽ đọc lời kêu gọi đầu hàng do họ tự soạn thảo trên hệ thống loa phóng thanh và trên các máy điện đàm để gửi đến các sĩ quan và binh lính Đức trong vòng vây. Ba tổ công tác của các tập đoàn quân 31, 49 và 50 cũng được giao nhiệm vụ chuyển cho các cấp chỉ huy Đức bản sao của bức thư đó do tướng Vinzenz Müller ký:
| “                | Sau nhiều tuần giao tranh ác liệt, tình hình của chúng ta đã tuyệt vọng. Chúng ta đã hoàn thành nhiệm vụ của mình. Sức chiến đấu của chúng ta đã giảm đến mức tối thiểu, chúng ta không hy vọng có các nguồn cung cấp. Lực lượng Nga thông báo cho chỉ huy cao cấp chúng ta rằng họ đã khép vòng vây quanh chúng ta. Chúng ta không còn hy vọng gì vào cuộc chinh phục bằng binh lực và vũ khí của chúng ta nữa. Sĩ quan và binh sĩ của chúng ta đã mất mát rất lớn vì chết, bị thương và đào ngũ. Các cấp chỉ huy Nga đã hứa: a) Chăm sóc cho những người bị thương, b) Các sĩ quan và binh sĩ được giữa lại các huân, huy chương và giải thưởng. Họ yêu cầu chúng ta phải tập trung và giao nộp tất cả các loại vũ khí và trang thiết bị trong tình trạng bảo quản tốt. Hỡi các bạn. Hãy kết thúc để đổ máu vô nghĩa này! Vì vậy, tôi ra lệnh đình chỉ ngay lập tức các hành động quân sự. Ở khắp nơi trên chiến trường, sĩ quan và binh sĩ phải được tập trung thành nhóm từ 100 đến 500 người dưới sự chỉ đạo của các sĩ quan. Những người bị thương cũng phải gia nhập các nhóm này. Hãy tự bảo ban lẫn nhau để cho người Nga thấy rằng chúng ta vẫn có thể bảo đảm trật tự, kỷ luật trong các hoạt động của mình. Lệnh này phải được phổ biến bằng văn bản và bằng miệng bởi tất cả các phương tiện đến tất cả các đơn vị. | ” |
| — Vinzenz Müller | |   |

Quân Đức không thể chấp nhận ngay lời kêu gọi của tướng Vinzenz Müller và chống trả trong tâm trạng tuyệt vọng. Ngày 5 tháng 7, bức điện cuối cùng của lực lượng bị vây được gửi về bộ tư lệnh của Cụm Tập đoàn quân Trung tâm, mang một lời cầu cứu hết sức khẩn thiết:
| “ | Hãy thiết lập ngay cầu hàng không để tiếp tế theo bản đồ địa hình ! Hay là chúng tôi đã bị bỏ mặc rồi ? | ” |
| — | |   |

Lời cầu cứu không được hồi âm. Trong khi đó, vòng vây ngoài của quân đội Liên Xô tiến dần về phía tây, và khi lực lượng bao vây đã đột phá 50 cây số thì, "cái chảo" chỉ còn chu vi chừng 150 cây số.
Và những gì đã xảy ra với quân Đức mấy ngày trước đó tại Đông Nam Bobruysk lại tái diễn nhưng với quy mô lớn hơn. Tập đoàn quân không quân 6 (Đức) cũng huy động một số máy bay vận tải thả dù hàng xuống khu vực bị bao vây nhưng phần lớn các máy bay này đã bị không quân Liên Xô chặn đánh và bắn rơi. Khác với Tập đoàn quân 6 (Đức) bị bao vây ở Stalingrad, Tập đoàn quân 4 cùng tàn quân của các tập đoàn quân 9 và xe tăng 3 (Đức) ở phía đông Minsk đã không còn một hệ thống chỉ huy thống nhất. Một bộ phận quân Đức tìm cách phá vây về phía tây Bắc nhưng đã bị Tập đoàn quân 31 chặn lại và tiêu diệt trên đoạn đường sắt từ Minsk đi Smolevichi.
Ngày 6 tháng 7 năm 1944, Sư đoàn bộ binh 174 thuộc Quân đoàn bộ binh 62-Tập đoàn quân 33 và Lữ đoàn xe tăng 213 thuộc Tập đoàn quân 31(Liên Xô) mở một trận đột kích từ Smolevichi đánh thẳng vào Volma, trung tâm phòng ngự của cụm quân Đức bị vây. Từ phía nam, bốn sư đoàn của Quân đoàn bộ binh 19 cũng tấn công lên Volma. Từng cụm lớn quân Đức bỏ chạy theo hướng Tây và Tây Nam dưới các trận oanh tạc của Tập đoàn quân không quân 4 (Liên Xô). Ngày 6 tháng 7, 3.000 quân do thiếu tướng Hans Traut, tham mưu trưởng Quân đoàn bộ binh 12 đã tổ chức một cuộc phá vây tại Smilovichy. Tuy nhiên nỗ lực này đã bị Tập đoàn quân số 49 (Liên Xô) chặn đứng. Ngày hôm sau, thiếu tướng Hans Traut cố gắng tổ chức phá vây một lần nữa nhưng trước khi vượt được sông Shvisloch ở Synelo (???), đội quân của ông ta đã bị Sư đoàn bộ binh 362 và Trung đoàn cơ giới 481 đánh tan. Bản thân Hans Traut cũng bị bắt sống. Ngày 7 tháng 7, nhóm quân Đức bỏ chạy sang phía tây đã vấp phải bức tường hỏa lực dày đặc của 8 trung đoàn lựu pháo Liên Xô. Lữ đoàn xe tăng 25 và Quân đoàn bộ binh 113 đã tiêu diệt và bắt làm tù binh cụm quân này ngay tại ngoại ô phía đông Minsk.
Ngày 8 tháng 7, một cụm quân Đức lớn hơn tổ chức thành hai mũi đột phá vượt sông sông Shvisloch sang phía tây nam đã bị hỏa lực của 12 trung đoàn pháo binh Liên Xô bố trí tại Apchak, Ostrovy, Dubki và ngoại ô phía nam Minsk xé nát đội hình. Một bộ phận bỏ chạy sang phía đông nam bị Sư đoàn bộ binh 95 bao vây và tiêu diệt trên bờ sông Svisloch. Nhóm quân bỏ chạy xuống phía nam do tương Paul Völckers chỉ huy cũng bị Sư đoàn bộ binh 199 thanh toán trong khu rừng ở phía nam Dubki, tướng Paul Völckers bị bắt làm tù binh. Cụm quân lớn nhất gồm 2 trung đoàn còn lại của Sư đoàn bộ binh xung kích 78 do tướng Herbert von Larisch chỉ huy tháo chạy theo hướng Tây Nam cũng bị Quân đoàn bộ binh 80, Lữ đoàn xe tăng 26, Trung đoàn cơ giới 514 và các sư đoàn bộ binh 42, 64 (Liên Xô) tiêu diệt và bắt làm tù binh ở phía nam Minsk. Số quân còn lại bỏ chạy ngược về phía sông Svisloch, tiếp tục hứng chịu hỏa lực của không quân và pháo binh Liên Xô và hạ vũ khí đầu hàng.

## Kết quả và đánh giá

### Kết quả

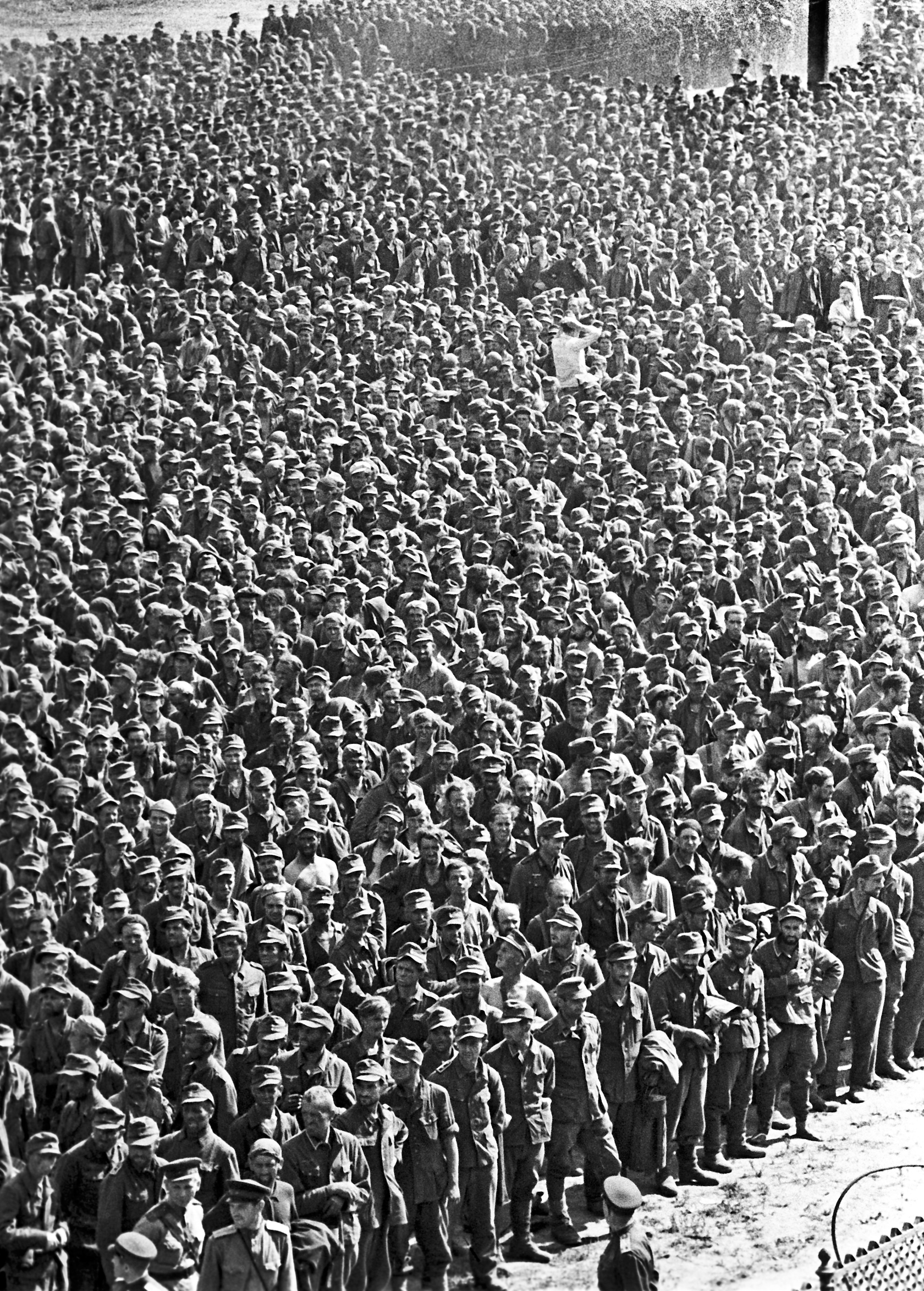
Tù binh Đức Quốc xã được tập trung trước cuộc diễu duyệt qua Moskva, ngày 15 tháng 7 năm 1944

Trong số gần 110.000 quân Đức bị vây ở phía đông Minsk, hơn 72.000 người bị giết và hơn 35.000 người bị bắt làm tù binh, trong đó có 12 viên tướng gồm 3 quân đoàn trưởng và 9 sư đoàn trưởng. Trong ba ngày sau đó, quân đội Liên Xô vẫn tiếp tục truy bắt các nhóm nhỏ từ vài chục đến trên 100 lính Đức chạy trốn chui lủi trong các khu rừng và đầm lầy quanh Minsk. Du kích và những người dân Belarus đã giúp quân đội Liên Xô bắt được mấy trăm lính Đức đang định tẩu thoát về phía tây. Ngày 12 tháng 7, Tập đoàn quân 4 (Đức) chính thức bị xóa sổ.
Trong khi Đài phát thanh Moskva loan tin chiến thắng của Quân đội Liên Xô đi khắp thế giới thì một số báo chí phương Tây lại truyền đi thông tin rằng "Dường như Quân đội Đức Quốc xã đang có cuộc rút quân chiến lược ở mặt trận phía đông để tăng cường thêm lực lượng chống lại quân đội Đồng minh ở mặt trận phía tây.. Khi nắm được thông tin này, ngày 14 tháng 7, I. V. Stalin ra lệnh tổ chức duyệt binh ở Minsk và cho đoàn tù binh Đức diễu hành quân các đường phố chính của Moskva. Ông cũng cho phép 35 nhà báo nước ngoài đến thăm chiến trường phía đông Minsk và chứng kiến các cuộc diễu duyệt.
Ngày 16 tháng 7, diễn ra cuộc duyệt binh của các đơn vị đại diện cho 4 phương diện quân Liên Xô đã thắng trận ở Minsk. Trong đoàn duyệt binh có các đơn vị đại diện cho ba lữ đoàn du kích tiêu biểu ở mặt trận Byelorussia. Ngày hôm sau, 17 tháng 7, một cuộc diễu binh "long trọng" được tổ chức tại Moskva. 57.000 tù binh Đức, trong đó có 19 viên tướng bị bắt tại mặt trận Byelorussia được diễu qua các đường phố chính ở Moskva dươi sự giám sát của sĩ quan và binh sĩ Quân khu Moskva. Dẫn đầu là tướng Friedrich Gollwitzer, tư lệnh Quân đoàn bộ binh 35. Các tù binh là tướng lĩnh và sĩ quan Đức vẫn được mang đầy đủ huân huy chương và các giải thưởng, đúng như người Nga đã hứa với họ. Hàng chục vạn người dân Moskva và 35 phóng viên nước ngoài được chứng kiến những gì còn sót lại của Cụm tập đoàn quân Trung tâm (Đức). Cuộc diễu duyệt tù binh này được coi như một câu trả lời đối với tin đồn rằng vì quân đội Đức Quốc xã đã rút lực lượng chủ lực sang mặt trận phía tây nên quân đội Liên Xô mới dễ dàng chiến thắng như vậy. Đài phát thanh Moskva đã tường thuật tại chỗ cuộc diễu duyệt này. Ngày hôm sau, các báo lớn ở Liên Xô và phương Tây cũng đều đưa tin về cuộc "duyệt binh" có một không hai này.
Tổn thất về sĩ quan chỉ huy cao cấp của quân đội Đức Quốc xã tại Chiến dịch Minsk còn nghiêm trọng hơn cả tổn thất tương tự của quân Đức trong Trận Stalingrad. Sau 2 giai đoạn đầu tiên của Chiến dịch Bagration đã có một danh sách sơ bộ 31 tướng lĩnh Đức Quốc xã bị bắt, tử trận, mất tích hoặc tự tử gồm có:
- Bị bắt làm tù binh:
  - Thượng tướng Bộ binh Friedrich Gollwitzer, chỉ huy Quân đoàn bộ binh 53. (Ngày 26 tháng 6)
  - Trung tướng Alfons Hitter, chỉ huy Sư đoàn bộ binh. (Ngày 26 tháng 6)
  - Thiếu tướng Claus Müller-Bülow, chỉ huy Sư đoàn bộ binh 246. (Ngày 26 tháng 6)
  - Trung tướng Rudolf Bamler, chỉ huy Sư đoàn bộ binh 12. (Ngày 28 tháng 6)
  - Trung tướng Eberhard von Kurowski, chỉ huy Sư đoàn bộ binh 110. (Ngày 29 tháng 6)
  - Trung tướng Wilhelm Ochsner, chỉ huy Sư đoàn bộ binh 31. (Ngày 1 tháng 7)
  - Trung tướng Vinzenz Müller, chỉ huy Quân đoàn bộ binh 12, Quyền tư lệnh Quân đoàn xe tăng 39 (ngày 4 tháng 7)
  - Thượng tướng Bộ binh Paul Völckers, chỉ huy Quân đoàn bộ binh 27. (Ngày 7 tháng 7)
  - Trung tướng Heribert von Larisch, chỉ huy Sư đoàn bộ binh xung kích 78 (Ngày 8 tháng 7)
  - Thiếu tướng Adolf Trowitz, chỉ huy Sư đoàn bộ binh 57. (Ngày 8 tháng 7)
  - Thiếu tướng Günther Klamm, chỉ huy Sư đoàn bộ binh 260 (Ngày 8 tháng 7)
  - Thiếu tướng Shmidt, chỉ huy công binh (chưa rõ lai lịch)
  - Trung tướng Kurt-Jürgen Freiherr von Lützow, chỉ huy Quân đoàn bộ binh 35 (Ngày 28 tháng 6)
  - Thiếu tướng Walter Heine, chỉ huy Sư đoàn bộ binh 6. (Ngày 28 tháng 6)
  - Thiếu tướng Joachim Engel, chỉ huy Sư đoàn bộ binh 45 (Ngày 28 tháng 6)
  - Thượng tướng Edmund Hoffmeister, chỉ huy Quân đoàn xe tăng 41 (Ngày 1 tháng 7)
  - Thiếu tướng Alexander Conradie, chỉ huy Sư đoàn bộ binh 36. (Ngày 1 tháng 7)
  - Thiếu tướng Adolf Haman, chỉ huy khu phòng thủ Bobruysk. (ngày 1 tháng 7)
  - Thiếu tướng Rudolf Ermansdorf, chỉ huy khu phòng thủ Mogilev (Ngày 4 tháng 7)
  - Thiếu tướng Herbert Michaelis, chỉ huy Sư đoàn bộ binh 95 (Ngày 26 tháng 6)
  - Thiếu tướng Gustav Gihr, chỉ huy Sư đoàn bộ binh 707
- Tử trận:
  - Trung tướng Robert Pistorius, chỉ huy Sư đoàn đổ bộ đường không 4. (Ngày 27 tháng 6)
  - Trung tướng Rudolf Peschel, chỉ huy Sư đoàn đổ bộ đường không 6. (Ngày 30 tháng 6)
  - Thượng tướng pháo binh Georg Pfeiffer, chỉ huy Quân đoàn bộ binh 6. (Ngày 28 tháng 6)
  - Trung tướng Albrecht Wüstenhagen, chỉ huy Sư đoàn bộ binh 256. (Ngày 27 tháng 6)
  - Thượng tướng pháo binh Robert Martinek, chỉ huy Quân đoàn xe tăng 39. (Ngày 29 tháng 6)
- Tự sát:
  - Trung tướng Karl-Ludwig Zutavern, chỉ huy Sư đoàn xe tăng 18.
  - Trung tướng Ernst Karl Julius Philipp, chỉ huy Sư đoàn bộ binh 134.
- Mất tích:
  - Thiếu tướng Hans Hahne, chỉ huy Sư đoàn bộ binh 197

### Đánh giá
Đa số người dân trên thế giới có cái nhìn tích cực về thắng lợi của quân đội Liên Xô tại Minsk. Nhà sử học Cộng hòa Liên bang Đức Hermann von Gharkhenholer viết:
| “                           | Những sự kiện mùa hè năm 1944 ở Nga đã có ảnh hưởng đến tình hình quân sự chung của nước Đức mạnh mẽ hơn so với trận Stalingrad. Việc Cụm tập đoàn quân Trung tâm bị đánh tan đã để lại hậu quả nặng nề đến toàn bộ mặt trận phía đông bởi người ta đã nhìn thấy Bộ chỉ huy Xô Viết có khả năng đánh bật quân Đức từ hướng trung tâm về sông Vistula và về biên giới Đông Phổ, cô lập họ tại các nước vùng Baltic và phá tan địa vị của quân Đức tại vùng Balkan cả về quân sự và chính trị | ” |
| — Hermann von Gharkhenholer | |   |

Nhà báo Pháp Jan Richard Bloc, đã có mặt tại Moskva ngày 17 tháng 7 năm 1944 và chứng kiến tận mắt cuộc diễu duyệt của 57.300 tù binh Đức bị bắt tại khu vực phía đông Byelorussia đã nói lên cảm tưởng của mình:
| “                  | Tôi vừa nhìn thấy chúng, cái bọn 57.300 đứa này ! Đó là những gì còn sót lại của đạo quân Trung tâm của Đức; những tên tù binh ở Vitebsk, Bobruysk, Minsk... Đối với tôi, người đã chứng kiến bọn phát xít Đức tiến vào và ngự trị các thành phố của nước Pháp chúng ta, tôi hả hê bởi cảnh tượng này. Là người đã chứng kiến tội ác của chúng, tôi đang thưởng thức sự trừng phạt... Ôi ! Các bạn của tôi ơi. Những tên tù binh Đức của những trận đánh vừa qua, hôm nay đã dược diễu qua Moskva gồm hàng chục nghìn tên, đem lại một cảnh tượng kỳ lạ làm tôi phấn chấn. Một sự yên tĩnh đến lạnh lùng, không một ai lên tiếng. Chỉ có tiếng những bước chân của chúng lê đi trên đường phố Moskva. Cuộc diễu hành đã tạo nên một hình ảnh sống động của một sự trả giá lớn nhất mà lịch sử sẽ lưu lại dấu tích | ” |
| — Jan Richard Bloc | |   |

Trong chuyến đi thăm Moskva lần thứ hai vào tháng 10 năm 1944, thủ tướng Anh Winston Churchill đã ngỏ lời chúc mừng I. V. Stalin về thắng lợi của quân đội Liên Xô trong các chiến dịch mùa hè năm 1944 tại Byelorussia.
Bộ Tổng tư lệnh Liên Xô cho rằng Chiến dịch Minsk được thực hiện rất nhanh gọn nên không chỉ Bộ chỉ huy Cụm tập đoàn quân Trung tâm (Đức) mà ngay cả Tổng hành dinh quân đội Đức Quốc xã cũng không kịp trở tay. Tốc độ tấn công lên đến 20–25 km/ngày của quân đội Liên Xô đã tạo ra những "mũi kiếm" sắc bén, không chỉ chọc thủng và đột phá sâu các tuyến phòng ngự của quân Đức mà còn nhanh chóng chia cắt, bao vây, tiêu diệt từng cụm lớn quân Đức
Ngược lại, một số chỉ huy Hồng quân đã tỏ ra không hài lòng khi đánh giá về quá trình xử lý tàn quân Đức trong "cái chảo" phía đông Minsk. Tư lệnh Phương diện quân Byelorussia 2, thượng tướng G. F. Zakharov đã nhận xét:
| “                 | Việc thanh toán các cụm quân lẻ tẻ của địch cực kì chậm và vô tổ chức. Do hậu quả của việc thiếu chủ động và thiếu quyết đoán, chúng ta đã để các chỉ huy quân địch chạy tới chạy lui từ nơi này sang nơi khác, chỉ huy lính của chúng tấn công các đoàn quân, kho bãi, đoàn xe của ta, điều này đã gây ảnh hưởng tiêu cực đến tiến trình của chiến dịch và việc chỉ huy của Phương diện quân. | ” |
| — G. F. Zakharov, | |   |

Ý kiến của G. F. Zakharov không được các tướng lĩnh trong Bộ Tổng tham mưu Liên Xô đồng tình. Chỉ bốn tháng sau, do để thất lợi trong các trận đánh ở phía đông Warshawa cộng với thói quen nói năng thô bạo và tính tình nóng nảy, không có lợi cho công việc chỉ huy, tướng G. F. Zakharov bị điều đi chỉ huy Tập đoàn quân xung kích 4 ở mặt trận Pribaltic. Trước đó, tháng 7 năm 1944, trung tướng L. Z. Mekhlis, một ủy viên hội đồng quân sự không được cấp dưới ủng hộ do tính tình khắc nghiệt với đồng đội cũng bị điều về Đại bản doanh. Người thay thế ông ta là trung tướng N. E. Subbotin, một nhà giáo dục quân sự thực thụ đã giữ cương vị này đến hết cuộc chiến tranh.
Về phần mình, với thói quen không bao giờ đánh giá thấp đối phương, Nguyên soái G. K. Zhukov viết:

Đài kỷ niệm những anh hùng của cuộc Chiến tranh vệ quốc vĩ đại tại Minsk

| “               | Dẫu sao tôi cũng cần phải nói rằng Bộ chỉ huy Cụm tập đoàn quân Trung tâm trong tình huống vô cùng phức tạp này đã tìm ra phương pháp hành động đúng. Do không có sẵn chính diện phòng ngự liên tục và không có đủ lực lượng để xây dựng chính diện phòng ngự liên tục, Bộ chỉ huy Đức đã tổ chức những trận phản kích ngắn để kìm hãm bớt sức tiến công của quân ta. Và sau kết quả của các cuộc phản kích đó, chúng đã triển khai phòng ngự trên những tuyến phía sau bằng cách điều động quân đội từ nước Đức sang và từ các khu vực khác trên chiến trường Xô-Đức đến | ” |
| — Georgy Zhukov | |   |

## Tưởng nhớ và ghi công
- Ngày 26 tháng 6 năm 1974, thành phố Minsk được Đoàn chủ tịch Xô viết tối cao Liên Xô tặng danh hiệu Thành phố anh hùng.
- Quân đoàn xe tăng cận vệ 2 "Tatsinskaya", đơn vị đầu tiên tiến vào giải phóng Minsk được mang tên kép: Quân đoàn xe tăng cận vệ 2 "Tatsinskaya-Minsk".
- Thiếu tướng (sau chiến tranh là thượng tướng) Aleksey Semyonovich Burdeynyi, Anh hùng Liên Xô, Quân đoàn trưởng Quân đoàn xe tăng cận vệ 2 được trao tặng danh hiệu "Công dân danh dự của thành phố Minsk". Tên ông được đặt cho một đường phố ở Minsk.
- Trung úy Nikolai Ivanovich Kolychev, Anh hùng Liên Xô, chỉ huy biên đội xe tăng đầu tiên vượt qua cây cầu trên sông Svisloch vào giải phóng Minsk ngày 3 tháng 7 năm 1944 được tặng danh hiệu "Công dân danh dự của thành phố Minsk" ngày 14 tháng 9 năm 1967.
- Đại tá (sau này là Nguyên soái xe tăng) Oleg Aleksandrovich Losik, Anh hùng Liên Xô, chỉ huy Lữ đoàn xe tăng cận vệ 4 thuộc Quân đoàn xe tăng cận vệ 2 được trao tặng danh hiệu "Công dân danh dự của thành phố Minsk" ngày 27 tháng 6 năm 1987.
- Maria Borisovna Osipova, người của thành phố Mogilev, chỉ huy các hoạt động ngầm của Liên Xô tai Minsk trong thời gian bị quan Đức chiếm đóng, đã tổ chức ám sát viên cao ủy Byelorussia của chính quyền Đức Quốc xã Wilhelm Richard Paul Kube, người đã dẫn đường cho công binh Liên Xô tháo gỡ những cụm mìn do quân Đức cài lại nhằm phá hủy các công trình quan trọng của Minsk được tặng danh hiệu "Công dân danh dự của thành phố Minsk".
- Hàng chục đơn vị quân đội Liên Xô tham gia giải phóng Minsk được mang tên danh dự của thành phố.
- Hàng nghìn sĩ quan, binh sĩ Liên Xô được tặng danh hiệu anh Hùng Liên Xô và huân huy chương các loại vì đã lập công trong các chiến dịch giải phóng Minsk năm 1944.

### Tiếng Nga
- Рокоссовский, Константин Константинович. Солдатский долг. — М.: Воениздат, 1988.
- Телегин, Константин Федорович. Войны несчитанные вёрсты. — М., Воениздат, 1988.
- Горбатов, Александр Васильевич. Годы и войны. — М.: Воениздат, 1989.
- Батов, Павел Иванович. В походах и боях. — М.: Воениздат, 1974.
- Болдин, Иван Васильевич. Страницы жизни. — М.: Воениздат, 1961.
- Лыков, Иван Семенович. В грозный час. — М.: Воениздат, 1986.
- Бойко, Василий Романович. С думой о Родине. — М.: Воениздат, 1982.
- Егоров, П. Я., Кривоборский И. В. Ивлев И. К., Рогалевич А. И. Дорогами побед. — М.: Воениздат, 1969
- Ильин, Владимир Петрович. Партизаны не сдаются! (Жизнь и смерть за линией фронта) — М.: Яуза, Эксмо, 2007.
- Малько, Дмитрий Иванович. На земле, в небесах и на море. (Вып. 8: За рычагами танка). — М.: Воениздат, 1986.
- Бережков, Валентин Михайлович. Как я стал переводчиком Сталина. М.: ДЭМ, 1993. ISBN 5-85207-044-0
- Мюллер В. Я нашел подлинную родину. Записки немецкого генерала — М.: «Прогресс», 1974.
- Самсонов, Александр Михайлович. Крах фашистской агрессии 1939-1945. — М.: Наука, 1980.
- Уткин, Анатолий Иванович. Вторая мировая война. — М.: Алгоритм, 2002.
- Минасян, М. М. Победа в Белоруссии. Пятый сталинский удар. — М.: Воениздат МВС СССР, 1952.
- Ю. И. Логинов. От «Барбароссы» до «Терминала»: Взгляд с Запада. — М.: Политиздат, 1983.

### Tiếng Anh
- Adair, P. Hitler's Greatest Defeat: The collapse of Army Group Centre, June 1944, Weidenfeld Military, 1994, ISBN 1-85409-232-4
- Dunn, W. Soviet Blitzkrieg: The Battle for White Russia, 1944, Lynne Riener, 2000, ISBN 978-1-55587-880-1
- Glantz, D.M. Belorussia 1944 — The Soviet General Staff Study
- Mitcham, S. German Defeat in the East, 1944-5, Stackpole, 2007.
- Niepold, G., translated by Simpkin, R., Battle for White Russia: The destruction of Army Group Centre June 1944, Brassey's, London, 1987, ISBN 0-08-033606-X
- Zaloga, S. Bagration 1944: The Destruction of Army Group Centre, Osprey Publishing, 1996, ISBN 978-1-85532-478-7

### Tiếng Việt
- G. K. Zhukov. Nhớ lại và suy nghĩ. Tập 3. Nhà xuất bản Quân đội nhân dân. Hà Nội. 1987
- A. M. Vasilevsky. Sự nghiệp cả cuộc đời. Nhà xuất bản Tiến Bộ. Moskva. 1984
- S. M. Stemenko. Bộ Tổng tham mưu Xô Viết trong chiến trang. Tập 1. Nhà xuất bản Tiến Bộ. Mókva. 1985
- G. A. Doberin. Những bí mật của Chiến tranh thế giới thứ hai. Nhà xuất bản Sự Thật, Hà Nội. 1986.

### Ngôn ngữ khác
- Tippelskirch K., Geschichte des Zweiten Weltkrieges. — Bonn, 1954 (tiếng Đức)
- Hermann von Gharkhenholer. Die entscheidende Schlacht des Zweiten Weltkriegs. Franfurg am Main. 1960 (tiếng Đức)
- Jan Richard Bloc. De la France trahison à la française armé. L 'Humaniter. Paris. 1949. (tiếng Pháp)

### Phim
- Tù binh Quân đội Đức Quốc xã diễu hành trên đường phố Moskva ngày 17 tháng 7 năm 1944, (đường dẫn dự phòng)

### Bản đồ
- Bản đồ Chiến dịch Bagration[liên kết hỏng]
- Bản đồ hoạt động của Tập đoàn quân xe tăng cận vệ 5 và Quân đoàn xe tăng cận vệ 2 trên hướng Bắc Minsk
- Bản đồ hoạt động giải phóng Minsk của Tập đoàn quân 31 và Lữ đoàn xe tăng cận vệ 4
- Bản đồ các trận đánh bao vây, tiêu diệt cụm quân Đức Quốc xã ở phía đông Minsk từ 3-7 đến 7-7-1944